# Yafta-e Sufla
Yafta-e Sufla (persisch ولسوالی یفتل پایین) ist ein Distrikt in der afghanischen Provinz Badachschan. Die Einwohnerzahl beträgt 61.750 (Stand: 2022).
Der Distrikt grenzt im Norden an den Distrikt Yawan, im Nordosten an den Distrikt Kuhestan, im Osten an den Distrikt Faizabad, im Süden an den Distrikt Argu und im Westen an den Distrikt Schari Buzurg.